# Raveline
Raveline war ein deutsches Musikmagazin für den Bereich der elektronischen Tanzmusik. Die Publikationen befassten sich mit Musikstilen wie Techno, House, Trance, Electro und Breakbeat, zum Teil auch mit experimenteller elektronischer Musik, die unter der Rubrik „Querbeat“ rezensiert wurde.
Raveline erschien erstmals 1992 als achtseitiges kopiertes schwarz-weißes Fanzine im Papierformat DIN A5 in Gelsenkirchen. Einer der ersten Autoren war der spätere Chefredakteur Marcel Feige. Seit 1993 erschien es monatlich und wuchs bis auf ca. 130 Seiten. Inhalt waren Nachrichten aus dem Dance-Bereich, Interviews mit DJs und Produzenten aus aller Welt, eine große Anzahl von Plattenkritiken, Technik-Tests, Partyberichte („Nightflight“) und vieles mehr. Lifestyle und Mode rundeten das Angebot ab. Mit bis zu 2.000 Party-Tipps enthielt Raveline zudem einen umfangreichen Veranstaltungskalender. Die Auflage betrug 2004 um die 100.000 Exemplare.
Etwa 50 feste und freie Mitarbeiter (in Deutschland und international) lieferten das Material für die Redaktion in Köln. Raveline war seit 1998 IVW-geprüft und erschien bundesweit am Kiosk sowie in Österreich, Schweiz, Benelux, Portugal, Spanien und in den Sommermonaten auf den Balearen. Die Auflage 2005 betrug ca. 77.000 und 2009 81.500 Exemplare. Neben de:Bug (1997–2014) und der Groove (1989–2018 als Printausgabe) war Raveline die einzige Zeitschrift im House- und Techno-Bereich in Deutschland, die nicht kostenlos abgegeben, sondern über den Zeitschriftenhandel vertrieben wurde. Seit der Ausgabe 10/2008 betrug der Einzelverkaufspreis in Deutschland 4,50 Euro und den übrigen Ländern zwischen 5,20 und 6,00 Euro.
Die Zeitschrift verfügte über einen Comic-Teil, der von den Künstlern Bringmann & Kopetzki gestaltet wurde. Bekannt wurden diese u. a. durch das Stammheim in Kassel. Zudem unterhielt der DJ und Produzent Tom Novy eine monatliche Kolumne im Heft.
Zur Ausgabe 10/2008 erfuhr das Logo erneut ein neues Design. Seit dem 5. Januar 2010 war die neue Website des Magazins online, auf der seit 7. Mai 2010 auch das Fernsehformat Raveline TV von Tom Novy und Chefredakteur Sven Schäfer moderiert wurde. Die wöchentliche Sendung erschien jeweils freitags als Stream auf der Website. Das etwa halbstündige Studioformat berichtete auch mit Sondersendungen von den wichtigen Events der elektronischen Musikszene.
Am 1. Dezember 2011 wurde ein Insolvenzverfahren gegen den Verlag eröffnet.
Am 20. Januar 2012 erhielten die Leser der Raveline ein Schreiben, dass die Zeitschrift im neu entstandenen CS Verlag unter altem Namen wieder produziert werden würde. Zeitgleich entstand im Februar 2012 das Fazemag. Dies wird seitdem von Ex-Ravelinern betrieben.
Die Raveline im neuen Look wurde bis Februar 2013 vom CS Verlag vertrieben und danach eingestellt.
Im Januar 2025 wurde die Website www.raveline.de relauncht mit dem Archiv der eingescannter Ausgaben – dahinter stehen der ehemalige Raveline-Grafiker Stefan Gubat und ein Freund namens Sebastian Weber.